# Фелипе Гонзалез
Фелипе Гонзалез Маркез (шп. Felipe González Márquez; Севиља, 5. марта 1942) је шпански политичар. Био је генерални секретар Шпанске социјалистичке радничке партије (шп. Partido Socialista Obrero Español) и председник Владе Шпаније од 1982. до 1996. године.

## Биографија
Потиче из скромне породице. Дипломирао је на Правном факултету Универзитета у Севиљи. Године 1964. је постао члан Шпанске социјалистичке радничке партије са којом је учествовао у борби против диктадуре Франсиска Франка (шп. Francisco Franco). Након смрти генерала Франка унутарстраначка разматрања су била усмерена ка подмлађивању партије, а истакао се Фелипе Гонзалез, који је постао њен генерални секретар 1974. године и био на тој функцији све до 1997. године . Био је у браку са Кермен Ромеро са којом има троје деце. Од 2012. године у браку је са Мар Гарсија Вакеро . Добитник је бројних признања и награда и аутор пет објављених књижевних дела.

## Политичка каријера
Након победе његове странке на изборима 1982. године, на којима је Шпанска социјалистичка радничка партија освојила апсолутну већину у шпанском Конгресу, Фелипе Гонзалез постаје председник Владе. Овакво достигнуће је значило да ће први пут после педесет година политичка партија леве оријентације владати земљом. Притом, судећи по многим историчарима, такав састав Владе је представљао врхунац периода познат под називом шпанска транзиција.
Фелипе Гонзалез је такође победио на изборима 1986, 1989. и 1993. године. На изборима одржаним 1996. године већину је освојила Народна партија, а разлика је била нешто више од 1%.

### Економија
Гонзалез је водио либералну економску политику, која је подразумевала различите социјалне реформе. То је, међутим, довело до бројних контроверзи, попут оних које су се односиле на запошљавање младих или сезонске послове, углавном због ниских новчаних накнада и лоших услова рада. Последице овакве економске политике биле су први генерални штрајк после успостављања демократије и раздор између Фелипеа Гонзалеза и Пабла Иглесијаса, председника синдиката и оснивача странке на чијем је челу био Гонзалез. 
Са друге стране, током његове владавине је дошло до модернизације школског, здравственог и система социјалне сигурности, као и инфраструктуре.
У периоду док је био председник Владе постигнут је значајни економски раст који је био потпомогнут уласком Шпаније у Европску унију и модернизацијом земље.

### Спољна политика
Фелипе Гонзалез се залагао за отварање земље ка Европи, САД и Латиноамерици. Подржао је останак Шпаније у оквиру НАТО-а и организовао референдум 1985. године упркос томе што се противио уласку Шпаније у ту организацију за време владавине његовог претходника, Леополда Калва-Сотела. Током његове владавине Шпанија је постала члан Европске економске заједнице 1. јануара 1986. године.

### Крај владавине
За време последњег мандата на месту премијера десили су се бројни корупцијски скандали. Такође је обелодањено да су чланови његовог кабинета били укључени у државни тероризам. Економска криза и засићеност становништва корупцијом довели су до пораза Шпанске социјалистичке радничке партије на изборима 1996. године.